# Hotel (Fernsehserie)
Die Drama-Serie Hotel wurde von 1983 bis 1988 auf ABC ausgestrahlt. Schauplatz der Serie war das fiktive Hotel St. Gregory in San Francisco. Außenansichten des St. Gregory stammen vom Fairmont Hotel in San Francisco, in dem auch der Pilotfilm gedreht wurde, ehe man während der Dreharbeiten zur eigentlichen Serie für Innenaufnahmen auf Studiokulissen umstieg.
Die Handlungen der Episoden waren grundsätzlich in sich abgeschlossen und behandelten die Schicksale der Hotelgäste sowie teilweise auch des Hotelpersonals.
Die Hauptdarsteller waren James Brolin, Connie Sellecca, Nathan Cook und Shari Belafonte. Selleca wurde 1987 für einen Golden Globe Award nominiert, Brolin ebenfalls in den Jahren 1984 und 1985.
Hotel wurde von Aaron Spelling Productions produziert.
Im Pilotfilm trat Bette Davis als Hoteleigentümerin auf, jedoch konnte sie ihre Rolle krankheitsbedingt nicht in der Serie fortsetzen, daher wurde sie von Anne Baxter in der Rolle der Victoria Cabot abgelöst. Baxter spielte 1950 in dem Film Alles über Eva Davis’ Gegenspielerin.
Die Serie lehnt sich an Motive des Romans Hotel von Arthur Hailey an, der bereits 1966 verfilmt wurde, und gab vielen Gaststars Gelegenheit zu Auftritten.
Für die Serie wurde der Handlungsort des Romans und des Kinofilms von New Orleans nach San Francisco verlegt.

## Veröffentlichungen
Am 10. April 2017 ist der Pilotfilm Im St. Gregory von KSM auf DVD erschienen. Am selben Tag wurde ebenfalls von KSM die komplette erste Staffel auf 6 DVDs veröffentlicht. Am 20. September 2018 ist von KSM die komplette zweite Staffel auf 7 DVDs erschienen. Die komplette dritte Staffel erschien am 6. Dezember 2018.
Für den 28. März 2019 war von KSM die komplette vierte Staffel auf 5 DVDs angekündigt. Im gleichen Jahr erschien die komplette fünfte Staffel auf 4 DVDs bei KSM.

## Synchronsprecher
Die Serie wurde bei der Arena Synchron in Berlin vertont. Marianne Groß und Heinz Freitag schrieben die Dialogbücher, Freitag führte zudem mit Harald Philipp und Klaus von Wahl die Dialogregie.
| Charakter         | Darsteller        | Deutscher Synchronsprecher                           |
| ----------------- | ----------------- | ---------------------------------------------------- |
| Peter McDermott   | James Brolin      | Jürgen Kluckert                                      |
| Christine Francis | Connie Sellecca   | Alexandra Lange                                      |
| Mark Danning      | Shea Farrell      | Manuel Vaessen                                       |
| Dave Kendall      | Michael Spound    | Wolfgang Ziffer                                      |
| Megan Kendall     | Heidi Bohay       | Marina Genschow (1. Stimme) Karin Grüger (2. Stimme) |
| Victoria Cabot    | Anne Baxter       | Dagmar Altrichter                                    |
| Julie Gillette    | Shari Belafonte   | Cornelia Meinhardt                                   |
| Billy Griffin     | Nathan Cook       | Friedhelm Ptok                                       |
| Eric Lloyd        | Ty Miller         | Charles Rettinghaus                                  |
| Cheryl Dolan      | Valerie Landsburg | Katharina Gräfe                                      |
| Ryan Thomas       | Susan Walters     | Maud Ackermann                                       |
| Laura Trent       | Bette Davis       | Alice Treff                                          |